# Дональд Дьюар
Дональд Кемпбелл Дьюар (англ. Donald Campbell Dewar; нар. 21 серпня 1937, Глазго — пом. 11 жовтня 2000, Единбург) — британський політичний діяч. Як член Лейбористської партії представляв Шотландію в парламенті Великої Британії 1966–1970, а потім знову з 1978 до своєї смерті в 2000 році. Перший перший міністр Шотландії. Він працював у кабінеті Тоні Блера, як державний секретар у справах Шотландії в 1997–1999 роках і зіграв важливу роль у створенні шотландського парламенту в 1999 році. Очолював шотландську Лейбористську партію на перших виборах до шотландського парламенту. Дональд Дьюар був обраний членом парламенту і першим першим міністром Шотландії.

## Біографія
Дональд Дьюар народився в Глазго, освіту здобув в Університеті Глазго. Після навчання почав кар'єру адвоката, в перше обрався до Палати громад від міста Абердин в 1966 році у віці 28 років. У 1970 році не зміг переобиратися, повернувся до парламенту в 1978 році від Глазго.
20 липня 1964 одружився з Марією Елісон Макнейр, у цьому шлюбі народилося двоє дітей. У 1972 році дружина пішла від Дональда Дьюара до шотландського юриста Деррі Ірвіна, в 1973 році відбувся розлучення.
10 жовтня 2000 Дональд Дьюар знепритомнів, спочатку його самопочуття було нормальним, але наступного дня він помер від обширного інсульту. Лікарі припускали, що інсульт міг бути викликаний прийомом антикоагулянтів під час підтримувальної терапії після перенесеної операції на серці.